# Polyura athamas
Polyura athamas is een vlinder uit de familie Nymphalidae, de vossen, parelmoervlinders en weerschijnvlinders. De spanwijdte van de vlinder bedraagt tussen de 50 en 60 millimeter.
De wetenschappelijke naam van de soort is, als Papilio athamas, voor het eerst geldig gepubliceerd in 1773 door Dru Drury.
Waardplanten zijn onder andere van de geslachten Acacia, Caesalpinia en Poinciana. De vlinder komt voor in bosrijke streken in het Oriëntaals gebied.

## Ondersoorten

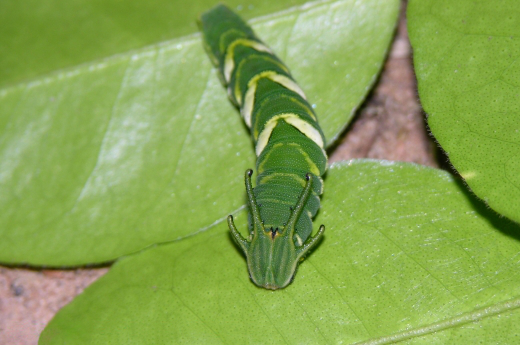
rups
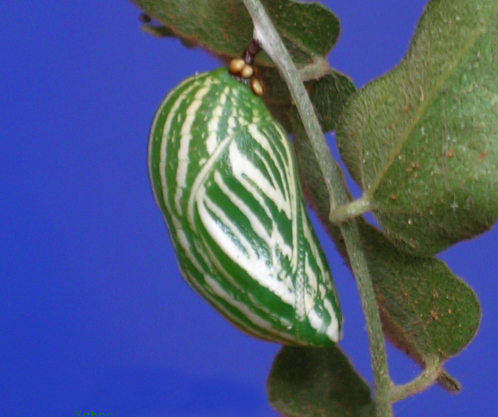
pop

- Polyura athamas athamas
- Polyura athamas acuta
- Polyura athamas andamanica
- Polyura athamas attalus
- Polyura athamas kannegieteri
- Polyura athamas kotakii
- Polyura athamas omen
- Polyura athamas palawanica
- Polyura athamas uraeus

- rups
- pop